# La Molsosa
La Molsosa è un comune spagnolo di 134 abitanti situato nella comunità autonoma della Catalogna.